# چودینتسی
چودینتسی (به بلغاری: Chudintsi) یک منطقهٔ مسکونی در بلغارستان است که در شهرستان کیوستندیل واقع شده‌است.